# Mi muovo
Mi muovo è il secondo album in studio della cantautrice italiana Giordana Angi, pubblicato il 14 maggio 2021.

## Descrizione
Il secondo progetto discografico della cantautrice, che vede la partecipazione dei produttori Antonio Iammarino, Cesare Chiodo, Federico Nardelli, Giordano Colombo e Zef, è concepito dalla stessa artista come una risposta ai cambiamenti avvenuti conseguentemente alla pandemia di Covid 19.
L'album, che attinge sonorità dal jazz al funky, è composto da dieci tracce scritte dalla stessa Angi assieme a Antonio Iammarino, Cristophe Alemann, Elisa Angi, Federico Nardelli, Giordano Colombo, Giovanni Sciabbarrasi e Manuel Finotti, con la collaborazione di Loredana Bertè, Briga e Alfa.
 

Angi ha raccontato il progetto, affermando:

## Tracce
1. Tuttapposto (feat. Loredana Bertè) – 2:37
2. Farfalle colorate – 2:53
3. Semplice (feat. Alfa) – 3:13
4. Paolo e Francesca – 3:40
5. Mi muovo – 3:15
6. Chiama il mio nome (feat. Briga) – 3:04
7. Non è estate – 3:03
8. Siccome sei – 2:59
9. Amami adesso – 2:50
10. In bocca al lupo – 3:13

## Classifiche
| Classifica (2021) | Posizione massima |
| ----------------- | ----------------- |
| Italia            | 11                |